# Mistrzostwa Europy w Short Tracku 2022
26. edycja Mistrzostw Europy w Short Tracku miała zostać rozegrana w niemieckim Dreźnie w dniach 14 stycznia – 16 stycznia 2022, lecz z powodu skomplikowanej sytuacji epidemicznej związanej z ograniczeniami w podróżowaniu, zmagania zostały odwołane. Początkowo chęć organizacji europejskiego czempionatu po rezygnacji Drezna wyrażał holenderski Dordrecht, lecz również ta miejscowość zrezygnowała z rozegrania tej edycji mistrzostw.